# Philip Klutznick

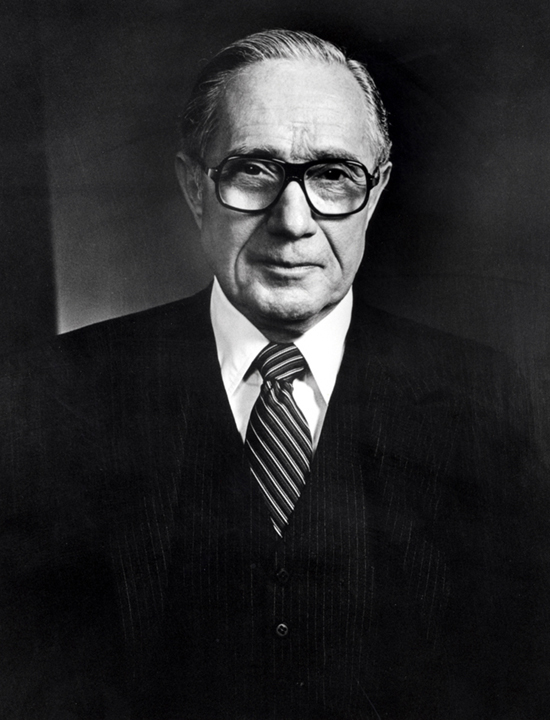
Philip Klutznick

Philip Morris Klutznick, född 9 juli 1907 i Kansas City, Missouri, död 14 augusti 1999 i Chicago, Illinois, var en amerikansk politiker. Han tjänstgjorde som USA:s handelsminister 1980-1981.
Klutznick gifte sig 1930 med Ethel Riekes. Han var verksam inom affärslivet i Illinois. Han var ordförande för den internationella judiska serviceorganisationen B'nai B'rith 1951-1959. Hans företag Urban Retail Properties fick kontraktet att bygga skyskrapan Water Tower Place i centrala Chicago.
USA:s handelsminister Juanita M. Kreps avgick i oktober 1979 och Klutznick tillträdde som ny handelsminister i januari 1980. Han efterträddes ett år senare av Malcolm Baldrige.